# MOA-2009-BLG-387L
MOA-2009-BLG-387L est une étoile naine rouge de la constellation du Scorpion autour de laquelle orbite l'exoplanète MOA-2009-BLG-387L b. L'étoile se trouve à une distance d'environ 20 000 années-lumière de la Soleil, et fait environ un cinquième de la taille de celui-ci ; ces estimations sont faites avec un large intervalle de confiance, et comprennent donc une part d'incertitude.

## Découverte de l'exoplanète MOA-2009-BLG-387L b
L'étoile a attiré l'attention des astronomes au cours de l'observation par microlentille gravitationnelle de MOA-2009-BLG-387L, dans le cadre du projet Microlensing Observations in Astrophysics. À cette occasion, l'étoile a joué le rôle de lentille gravitationnelle, éclipsant une étoile située derrière elle et créant ainsi un caustique (une enveloppe de rayons lumineux réfléchis ou réfractés). L'analyse des événements caustiques et les informations tirées d'observations ultérieures ont mené à la découverte de la planète MOA-2009-BLG-387L b, qui a été annoncée en février 2011.